# Список улиц Москвы/Б

В настоящей таблице приведена краткая информация о всех существующих аллеях, бульварах, набережных, переулках, площадях, проездах, просеках, проспектах, тупиках, улицах, шоссе города Москвы, начинающихся на букву «Б». Сортировка приведена по изданию «Имена московских улиц. Топонимический словарь».
| Современное название         | Название утверждено                    | Прежние названия                                                         | Местонахождение (округ, район)                    | Длина в км | Ближайшая станция метрополитена                            |
| ---------------------------- | -------------------------------------- | ------------------------------------------------------------------------ | ------------------------------------------------- | ---------- | ---------------------------------------------------------- |
| Бабаевская улица             | 7 июня 1922 года                       | Пятая Сокольническая улица                                               | ВАО, Сокольники                                   |            | Сокольники                                                 |
| Бабьегородский переулок, 1-й | XVIII век                              |                                                                          | ЦАО, Якиманка                                     |            | Полянка                                                    |
| Бабьегородский переулок, 2-й | XVIII век                              | Новый Огородный переулок                                                 | ЦАО, Якиманка                                     |            | Полянка                                                    |
| Багратионовский проезд       | 13 января 1956 года                    | Станционная улица                                                        | ЗАО, Филёвский Парк                               | 1,1        | Багратионовская, Фили                                      |
| Багрицкого, улица            | 1961 год                               | улица Жданова (Красноармейский проезд) и Пионерская улица города Кунцево | ЗАО, Можайский                                    | 1,6        | Кунцевская, Славянский бульвар                             |
| Баженова, улица              | 1965 год по другим источникам 1917 год |                                                                          | ЮАО, Орехово-Борисово Северное                    | 0,65       | Орехово                                                    |
| Бажова, улица                | 1964 год                               |                                                                          | СВАО, Ростокино                                   | 1,0        | ВДНХ Ботанический сад                                      |
| Базовая улица                | 27 сентября 1956 года                  |                                                                          | ЗАО, Внуково                                      | 0,5        | Юго-Западная                                               |
| Базовская улица              | 26 августа 1960 года                   |                                                                          | САО, Западное Дегунино                            | 1,4        | Петровско-Разумовская, Речной вокзал                       |
| Байдукова, улица             | 1938 год                               |                                                                          | СВАО, Лианозово                                   | 0,65       | Алтуфьево                                                  |
| Байкальская улица            | 28 мая 1968 года                       |                                                                          | ВАО, Гольяново                                    | 2,9        | Щёлковская                                                 |
| Бакинская улица              | 5 апреля 1965 года                     | Железнодорожная улица, Первомайская улица                                | ЮАО, Царицыно                                     | 1,4        | Царицыно                                                   |
| Бакунинская улица            | 1918 год                               | Покровская улица                                                         | ЦАО, Басманный                                    | 1,54       | Бауманская, Электрозаводская                               |
| Балакиревский переулок       | 1939 год                               | Рыкунов переулок                                                         | ЦАО, Басманный                                    | 0,45       | Бауманская                                                 |
| Балаклавский проспект        | 1965 год                               |                                                                          | ЮАО (Нагорный, Чертаново Северное), ЮЗАО (Зюзино) | 3,3        | Чертановская                                               |
| Балтийская улица             | 24 октября 1958 года                   | 2-й Поселковый пер., ул. Балтийский Посёлок                              | САО, Аэропорт, Сокол                              | 0,7        | Сокол                                                      |
| Балтийский переулок, 1-й     | 24 октября 1958 года                   |                                                                          | САО, Аэропорт                                     | 0,3        | Сокол                                                      |
| Балтийский переулок, 2-й     | 24 октября 1958 года                   |                                                                          | САО, Аэропорт                                     | 0,3        | Сокол                                                      |
| Балтийский переулок, 3-й     | 24 октября 1958 года                   |                                                                          | САО, Аэропорт                                     | 0,3        | Сокол                                                      |
| Балчуг, улица                | конец XIV века                         |                                                                          | ЦАО, Замоскворечье Якиманка                       | 0,25       | Третьяковская                                              |
| Барболина, улица             | 15 марта 1986 года                     | 4-я Сокольническая улица                                                 | ВАО, Сокольники                                   | 590        | Сокольники, Сокольники                                     |
| Бардина, улица               | 9 февраля 1960 года                    | проезд № 277, 4-й Академический проезд                                   | ЮАО, Гагаринский                                  | 400        | Ленинский проспект, Академическая                          |
| Баррикадная улица            | 1919 год                               | Кудринская улица                                                         | ЦАО, Пресненский                                  | 400        | Краснопресненская, Баррикадная                             |
| Барклая, улица               | 1962 год                               |                                                                          | ЗАО, Филёвский парк, Дорогомилово                 | 2,6        | Парк Победы, Багратионовская                               |
| Бартеневская улица           | 1 августа 2000 года                    |                                                                          | ЮЗАО, Южное Бутово                                | 1,6        | Бульвар Адмирала Ушакова, Улица Горчакова, Бунинская аллея |
| Барыковский переулок         | 7 июня 1922 года                       | Лукин переулок, Дурнов переулок                                          | ЦАО, Хамовники                                    | 220        | Кропоткинская, Парк культуры, Парк культуры                |
| Барышиха, улица              | 1995 год                               |                                                                          | СЗАО, Митино                                      | 3,8        | Митино, Пятницкое шоссе                                    |
| Басманный переулок, 1-й      | 1910 год                               |                                                                          | ЦАО, Красносельский, Басманный                    | 270        | Комсомольская, Комсомольская, Красные ворота               |
| Басманный переулок           | XVIII век                              | Голицынский переулок, Петропавловский переулок                           | ЦАО, Красносельский                               | 400        | Комсомольская, Комсомольская, Красные ворота               |
| Басманный тупик              | 1922 год                               | Вознесенский тупик                                                       | ЦАО, Басманный                                    | 520        | Красные ворота, Курская, Курская, Чкаловская               |
| Басовская улица              | 8 декабря 1967 года                    | 3-я Фрезерная улица                                                      | ЮВАО, Нижегородский                               | 825        | Нижегородская                                              |
| Батайская улица              | 27 января 1967 года                    | Железнодорожная улица                                                    | ЮВАО, Печатники                                   | 480        |                                                            |
| Батайский проезд             | 1980 год                               |                                                                          | ЮВАО, Марьино                                     | 2,54       | Марьино                                                    |
| Батюнинская улица            | 1976 год                               |                                                                          | ЮВАО, Печатники                                   | 740        |                                                            |
| Бауманская улица, 2-я        | 1933 год                               | Лефортовская улица, Техническая улица, улица Коровий Брод                | ЦАО, Басманный                                    | 680        | Бауманская                                                 |
| Бауманская улица             |                                        | Немецкая улица, Баумановская улица                                       | ЦАО, Басманный                                    | 1,72       | Бауманская, Красносельская                                 |
| Бахрушина, улица             |                                        | Лужнецкая улица, Лужниковская улица                                      | ЦАО, Замоскворечье                                | 930        | Павелецкая, Павелецкая, Новокузнецкая, Третьяковская       |
| Башиловская улица            | начало XIX века                        |                                                                          | САО, Савёловский                                  | 1,7        | Дмитровская, Савёловская, Савёловская                      |
| Бебеля 1-я, улица            |                                        | 1-я Церковная улица                                                      | САО, Савёловский                                  | 300        | Динамо, Петровский парк, Савёловская, Савёловская          |
| Бебеля 2-я, улица            |                                        | 2-я Церковная улица                                                      | САО, Савёловский                                  | 300        | Динамо, Петровский парк, Савёловская, Савёловская          |
| Бебеля 3-я, улица            |                                        | 3-я Церковная улица                                                      | САО, Савёловский                                  | 120        | Динамо, Петровский парк, Савёловская, Савёловская          |
| Бегичева, улица              | 1965 год                               | Полевая улица                                                            | СВАО, Алтуфьевский                                | 500        |                                                            |
| Беговая улица                | 1834 год                               |                                                                          | САО, Хорошёвский и Беговой                        | 1,25       | Беговая, Динамо                                            |
| Безымянный проезд            | 1994 год                               |                                                                          | ЦАО, Якиманка                                     | 130        | Октябрьская, Октябрьская, Шаболовская                      |
| Белгородский проезд          | XIX век                                |                                                                          | ЦАО, Басманный                                    | 140        | Чистые пруды, Тургеневская, Сретенский бульвар             |
| Беленовский проезд           | начало XX века                         |                                                                          | ЦАО, Таганский                                    | 260        | Пролетарская, Крестьянская застава                         |
| Беловежская улица            | 1964 год                               |                                                                          | ЗАО, Можайский                                    | 2          |                                                            |
| Белозерская улица            | 1968 год                               |                                                                          | СВАО, Бибирево                                    | 1,5        | Алтуфьево, Бибирево                                        |
| Беломорская улица            | 1964 год                               | Проектируемый проезд № 3670                                              | САО, Ховрино и Левобережный                       | 1,4        | Беломорская                                                |
| Белякова, улица              | 1938 год                               |                                                                          | СВАО, Лианозово                                   | 700        | Лианозово                                                  |
| Берзарина, улица             | 1968 год                               | 10-я улица Октябрьского Поля                                             | СЗАО, Хорошёво-Мнёвники и Щукино                  | 4          | Октябрьское Поле, Щукинская                                |
| Битцевский проезд            | 2015 год                               | нет                                                                      | ЮАО, Чертаново Северное                           |            | Чертановская                                               |